# Poienari (okręg Arad)
Poienari – wieś w Rumunii, w okręgu Arad, w gminie Hălmagiu. W 2011 roku liczyła 198 mieszkańców. 